# 烏克蘭卡 (科羅斯堅區)
烏克蘭卡（烏克蘭語：Українка），是烏克蘭北部日托米爾州科羅斯堅區马林市镇的村庄，始建於1618年，面積4.58平方公里，海拔高度147米，2001年人口931，人口密度每平方公里203.41人。